# Hundred (Wirginia Zachodnia)
Hundred – miasto w Stanach Zjednoczonych, w stanie Wirginia Zachodnia, w hrabstwie Wetzel.